# 石黒村 (新潟県)
石黒村（いしぐろむら）は、かつて新潟県刈羽郡にあった村。

## 歴史
- 1889年（明治22年）4月1日 - 町村制施行に伴い刈羽郡石黒村、門出村（一部）が合併し、石黒村が発足。
- 1927年（昭和2年）2月9日 - 昭和2年豪雪。積雪が一丈八尺に達する[1]。
- 1955年（昭和30年）4月1日 - 刈羽郡高柳村に編入され消滅。